# 清成忠男
清成 忠男（きよなり ただお、1933年2月19日 - 2024年7月23日）は、日本の経営学者。日本ベンチャー学会特別顧問、人を大切にする経営学会顧問、地域活性学会会長、地域経済総合研究所評議員。専門は中小企業論。
法政大学総長・理事長、事業構想大学院大学学長を歴任した。東京都生まれ。

## 人物
- 東京都立青山高等学校卒。東京大学入学、1956年3月に東京大学経済学部を卒業。在学中に同期の中島清成（なかじまきよしげ）らとともに、東京大学応援部（運動会）を創設した。
- 1956年4月、国民金融公庫入社。調査部（現在は総合研究所）で小規模企業の新規開業調査を行った。
- 1970年、国民金融公庫調査部調査課長時代、専修大学経済学部の平尾光司教授（当時）、中村秀一郎教授（当時）とともに「ベンチャー・ビジネス」という言葉・概念を世に送り出したことでも知られる。日本ベンチャー学会ではその功績をたたえ清成忠男賞を制定している[3]。
- 1972年～1996年、法政大学経営学部教授（1986年～1988年は学部長兼務。）
- 1996年～2005年、法政大学総長・理事長[4]。
- 2005年～、法政大学経営学部名誉教授・学事顧問。
- 2005年、特定非営利活動法人 三鷹ネットワーク大学推進機構理事長
- 2006年～、財団法人沖縄協会会長・フランス政府より教育功労章コマンドゥールを授与される。
- 2010年、瑞宝大綬章受章[5]。
- 2012年9月、一般社団法人 大学資産共同運用機構 初代理事長に就任
- 2014年〜2016年3月、事業構想大学院大学学長。
- 2016年4月〜事業構想大学院大学顧問。
- 2016年〜大正大学地域構想研究所所長就任。
- 沖縄振興開発審議会会長、日本私立大学連盟副会長、大学基準協会会長などを歴任。

## 法政大学総長として
- 青木宗也総長時代に多摩キャンパスが竣工（計画は渡邉佐平の時）して以降、法的規制等もあり市ヶ谷キャンパスの整備は92年館（大学院棟）建設以外は進んでいなかったが、清成の総長就任後、1999年に国際文化学部・人間環境学部、翌2000年には現代福祉学部・情報科学部、2003年にはキャリアデザイン学部の新設、市ヶ谷キャンパスの新校舎としてボアソナード・タワーを2000年に竣工するなど、法政大学は1959年の経営学部新設以来40年ぶりとなる学部学科の新設ラッシュ・キャンパス再開発を迎えた。
- ヴィジョンとして「開かれた法政21」を掲げた。そのコンセプトとして「グローバル化への対応」「社会との交流」「生涯学習の推進」を進めた。
- 清成総長時代の法政大学の事業 (1996年～2005年)
  - 5学部の新設　国際文化学部、人間環境学部、情報科学部、現代福祉学部、キャリアデザイン学部
  - 国際文化学部のSA(スタディ・アブロード)を皮切りにカリキュラムに組み込まれた短期留学制度SAを始める。
  - 市ヶ谷キャンパスに隣接の嘉悦学園の土地建物を購入(現富士見坂校舎、富士見坂庭園)
  - 靖国通り沿いの土地建物を購入し九段校舎とする。法人の本部機能を58年館から移す。
  - 靖国通り沿いの土地建物を購入し一口坂校舎とする。
  - 新一口坂ビルの土地建物を購入し新一口坂校舎とする。
  - 市ヶ谷キャンパス53年館跡地にボアソナード・タワーを建設(2000年竣工)
  - 小金井キャンパスに西館建設(2000年竣工)
  - 多摩キャンパスに現代福祉学部棟建設(2000年竣工)
  - 多摩キャンパスに文化厚生施設のEGG DOME(エッグドーム)建設(1999年竣工)
  - 2003年、株式会社コガネイから小金井市緑町の土地を購入し、法政大学マイクロ・ナノテクノロジー研究センターを設立設置すると共に小金井緑町グラウンド建設。
  - 2001年、米国サンフランシスコ近郊に法政大学アメリカ研究所を設立。(九段校舎に設置のIT研究センターのカウンターパート)
  - 大学院に国際日本学インスティチュート設立
  - 学部横断のスポーツサイエンスインスティチュート設置
  - 生涯学習機能としてエクステンション・カレッジ設立
  - 財政の健全性を客観的に保つため格付け機関による格付けを導入
  - 基金を積み立て「開かれた法政21」奨学金を創設
  - 神奈川県三浦市にあった教職員向けの保養施設を学生向けの三浦セミナーハウスとした。
  - 吉祥寺東町にあった男子校の法政大学第一中学・高等学校を、三鷹市牟礼に移し、男女共学の法政大学中学校・高等学校とした。

## 著書
- 『日本中小企業の構造変動』 （新評論, 1970年）
- 『ベンチャー・ビジネス』（平尾光司,中村秀一郎と共著）（日本経済新聞社, 1973年）
- 『地域主義の時代』 （東洋経済新報社, 1978年）
- 『80年代の地域振興』 （日本評論社, 1981年）
- 『地域産業政策』 （東京大学出版会, 1986年）
- 『グローバル時代の地域づくり』 （ぎょうせい, 1990年）
- 『21世紀 私立大学の挑戦』 （法政大学出版局, 1999年）
- 『大淘汰時代の大学自立』 （東洋経済新報社, 2003年）
- 『日本中小企業政策史』 （有斐閣, 2009年）
- 『現代日本の大学革新』 （法政大学出版局, 2010年）
- 『地域創生への挑戦』 （有斐閣, 2010年）
- 『事業構想力の研究』（事業構想大学院大学出版部, 2013年）
- J.A.シュンペーター『企業家とは何か』 （翻訳書, 東洋経済新報社, 1998年）